# Ponce V de Ampurias

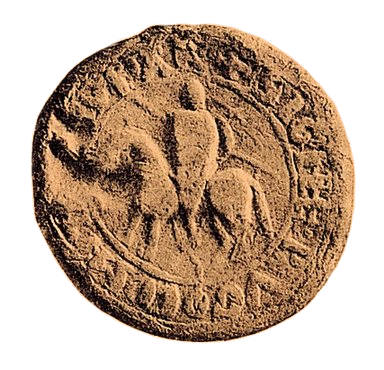
Sello de Ponce V

Ponce V de Ampurias o Ponce Hugo IV de Ampurias (v 1264-1313), conde de Ampurias (1277-1313) y vizconde de Bas (1285-1291).
Hijo de Hugo V de Ampurias y de Sibila de Palau, heredó el condado de Ampurias a la muerte de su padre sucedida en 1277.
Su madre, viuda, vendió el vizcondado de Bas al rey  Pedro el Grande en 1280. Ponce V participó, en 1282, en las luchas de las Vísperas sicilianas al lado del rey que le compensó con la devolución del vizcondado en 1285, así como con los derechos sobre Fernando y Castellfollit de Riubregós.
Fue almirante de la flota de  Jaime II el Justo como rey de Sicilia, y le acompañó en su retorno a Cataluña en 1291.
Cedió el vizcondado de Bas a su hermano Hugo a condición de restituirlo si no tenía descendientes legítimos. A cambio adquirió los señoríos de Castellfollit, Montros y Montagut.
Contrario a muchos de los intereses reales, ahuyentó, con las armas, a los funcionarios enviados por el rey de Aragón, pero arruinado en 1306, tuvo que someterse.
Se casó en 1281 con Marquesa I de Cabrera, VI vizcondesa de Cabrera, uniendo el vizcondado de Cabrera al condado de Ampurias. Tuvo tres hijos
- Hugo de Ampurias, nombrado heredero pero asesinado en 1309 por un supuesto amante de su padre.
- Ponce VI de Ampurias (v 1290-1322), conde de Ampurias.
- Blancaflor de Ampurias ( - 1313)

En 1311 fue sometido a juicio acusado de sodomía por Juan II de Aragón. En el juicio en la Corte hubo testigos que declararon en su contra; algunos habían sido torturados. Se exilió en Tierra Santa donde murió en 1313.